# 张宏堡
张宏堡（1954年1月5日—2006年7月31日），中国黑龙江省哈尔滨人，中华养生益智功创始人。

## 生平
张于1968年作为知青劳动，1970年加入中國共產黨，恢复高考后于1977年考入哈尔滨冶金高等专科学校。毕业后就职于当地矿务部门，1985年被送往北京钢铁学院进修经济管理。
在北京钢铁学院学习期间，张开始在北京各大高校传授自创的*中华养生益智功（简称“中功”）。到1995年，中功及其相关产业已可以每年营业额度达数亿元人民币。张创办的“麒麟集团”员工超过10万人。张还在西安设立西安麒麟文化大学，在青城山设立“国际生命科学院”
1999年中国政府正式决定取缔中功，理由是“散布世界末日说、有明确的反动政治纲领和图谋、涉嫌重大刑事和经济犯罪”，张宏堡开始流亡生活。到1999年底，中国境内的所有中功学校、机构被全部关闭，张宏宝流亡东南亚和俄罗斯。
2001年2月，张宏堡登陆美国关岛申请政治庇护，被美国移民局拘押。随后，中美两国在如何处置张宏堡的问题上一度相持不下。中国的海外异议人士曾积极游说美国国会，要求将张宏堡留在美国，以免中国政府可能对他处以死刑或者重刑。张宏堡2001年4月在美国获得政治庇护身份。中国政府对美国给予张宏堡难民身份相当不满，要求美国依照引渡刑事法的规定把张宏堡引渡回国。但最终美国以中美间没有任何引渡条约为由拒绝。 
2002年11月张宏堡在华盛顿注册中国影子政府。美国中文媒体也宣称张宏堡为“中国精神运动领袖”。
2003年3月，张宏堡被洛杉矶地区检察官指控了五项罪名，其中包括绑架、使用凶器攻击他家的保姆何南芳等。经过几年官司，最终被判无罪。
2006年7月31日下午7时30分，张宏堡乘坐司机驾驶一部林肯轿车，在美国亚利桑纳州境内160号高速公路和89号高速公路交叉路口 (36.07599546586921, -111.39184661532761)，在该交叉路口的STOP SIGN等候时，发生车祸，车上司机和张宏堡当场去世。

## 外部连接
- 我国官员表示张宏堡涉嫌刑事犯罪证据确凿 （页面存档备份，存于）
- 中功“教主”的前世今生 （页面存档备份，存于）
- 美参议员要求移民局释放中功创办人 （页面存档备份，存于）
- 人权组织发表声明要求尽快释放张宏堡 （页面存档备份，存于）
- 中国政府继续打压中功 （页面存档备份，存于）
- 中功网 （页面存档备份，存于）
- 中功非盈利机构网 （页面存档备份，存于）
- 庇護權
- 以法而治